# Derya Cebecioğlu
Derya Cebecioğlu (Mersina, 24 ottobre 2000) è una pallavolista turca, schiacciatrice del VakıfBank.

## Palmarès

### Club
- Campionato turco: 3

2018-19, 2021-22, 2024-25
- Coppa di Turchia: 2

2021-22, 2022-23
- Supercoppa turca: 1

2021
- Challenge Cup: 1

2020-21
- Campionato mondiale per club: 2

2018, 2021
- Champions League: 2

2021-22, 2022-23

### Nazionale (competizioni minori)
- Giochi del Mediterraneo 2022

### Premi individuali
- 2018 - Campionato europeo under 19: Miglior schiacciatrice